# The Timeless Children
The Timeless Children (Los Niños Atemporales) es el décimo y último episodio de la duodécima temporada moderna de la serie británica de ciencia ficción Doctor Who, emitido originalmente el 1 de marzo de 2020 por BBC One. Fue escrito por el productor ejecutivo Chris Chibnall y dirigido por Jamie Magnus Stone.
Es el segundo episodio de una historia de dos partes que comenzó previamente con Ascension of the Cybermen. El episodio está  protagonizado por Jodie Whittaker como la Decimotercer Doctor, junto a Bradley Walsh, Tosin Cole y Mandip Gill como sus compañeros Graham O'Brien, Ryan Sinclair y Yasmin Khan, respectivamente. El episodio también está protagonizado por Sacha Dhawan como El Amo.

## Sinopsis
El Amo persuade a la Doctor para que se una a él en Gallifrey, donde la obliga a entrar en el portal. Luego de llevarla por las ruinas de su ciudad principal, le muestra la historia secreta de Gallifrey y sus nativos originales, los shobogans. Tecteun, un explorador espacial, encontró un "niño eterno" con capacidad infinita para regenerarse. Ella adoptó a la niña y la estudió, injertando con éxito esa capacidad en los shobogans, transformándolos en Señores del Tiempo; y eligieron limitar las regeneraciones a un máximo de doce. El Amo revela que la Doctor es el "niño eterno". Tecteun y el niño fueron incluidos en una organización clandestina llamada la "División", cuyos detalles fueron eliminados de la Matriz de Gallifrey. Los recuerdos de la Doctor fueron borrados posteriormente, antes de la infancia que ella recuerda; quedando fragmentos, enmascarados como la historia del policía irlandés Brendan.
Con la Doctor atrapada en la Matriz, el Amo atrae a Ashad a Gallifrey y lo encoge con su eliminador de compresión de tejidos, tomando el Cyberium. Con su conocimiento, el Amo crea una raza de Cybermen con la posibilidad de regenerarse infinitamente, utilizando los cuerpos de los Señores del Tiempo, que utilizará para dominar el universo. En la Matrix, una visión de la desconocida encarnación de la Doctor, vista anteriormente en Fugitive of the Judoon, le da a ella un medio para escapar al sobrecargar la Matriz con todos sus recuerdos de sus regeneraciones pasadas.
A bordo del cybercarrier, Bescot es asesinado, mientras que Yaz y Graham se esconden con éxito de los Cybermen invasores con una armadura cibernética vacía. Posteriormente salvan las vidas de Ryan, Ethan y Ko Sharmus de las fuerzas de Cybermen enviadas al planeta por Ashad. El grupo se reúne y acuerda pasar por el portal a Gallifrey.
La Doctor se reagrupa con sus compañeros y descubre el cuerpo en miniatura de Ashad contiene una "Partícula de la Muerte" capaz de destruir toda la vida orgánica en un planeta. Al encontrar una TARDIS no utilizada, programa una para llevar a sus aliados y amigos a casa. La Doctor toma uno de los explosivos de Ko Sharmus para activar la Partícula de la Muerte. Sin embargo, ella es incapaz de activarla cuando el Amo la incita a hacerlo, pero Ko Sharmus aparece y lo toma, como penitencia por no ocultar adecuadamente el Cyberium. La Doctor escapa en otra TARDIS mientras la explosión consume a Gallifrey.
Los aliados de la Doctor llegan a la Tierra en su época de origen en su TARDIS. La Doctor aterriza la otra TARDIS cerca de la suya, pero mientras se prepara para despegar, es arrestada por los Judoon y teletransportada a una prisión ubicada dentro de un asteroide.

### Continuidad
Cuando la Doctor transmitió sus recuerdos para escapar de Matriz, el programa utiliza un flashback a través de numerosas escenas de la nueva serie y la serie anterior, presentando a cada Doctor y varios compañeros y villanos. Cabe destacar que el flashback incluye fragmentos de The Brain of Morbius, un serial del Cuarto Doctor. En esa historia, mientras el Doctor y Morbius están enganchados a una máquina durante una batalla de ingenio, la máquina mostró brevemente las antiguas regeneraciones del Doctor y varias caras adicionales, lo que implicaba que eran versiones anteriores del Doctor (en realidad, caras de algunos del equipo de producción). El productor Philip Hinchcliffe había dicho que esa era la implicación de esa escena en ese momento, pero como escribieron más tarde el límite de doce regeneraciones, se hizo difícil escribir eso en episodios futuros y, finalmente, se consideró que en realidad eran rostros de Morbius. Esta escena de The Brain of Morbius se muestra durante el flashback del Doctor en este episodio, finalmente confirmando que estos son los rostros de los Doctores anteriores.

## Producción

### Desarrollo
The Timeless Children fue escrito por Chris Chibnall.  Se anunciaron más detalles del episodio en la revista Doctor Who Magazine #548 a principios de febrero de 2020.

### Casting
Julie Graham fue elegida para interpretar a Ravio en el episodio. Ian McElhinney y Steve Toussaint protagonizan el final de dos partes de la temporada. Sin embargo, Toussaint no apareció en este episodio luego de que su personaje fuera asesinado en los eventos de Ascension of the Cybermen. Jo Martin repitió su papel de Fugitive of the Judoon como una encarnación previa de la Doctor.

### Filmación
Jamie Magnus Stone dirigió el quinto bloque de los episodios noveno y décimo.

## Difusión y recepción

### Calificaciones
Ascension of the Cybermen fue visto por 3,78 millones de espectadores durante la noche, lo que lo convierte en el séptimo programa más visto en el día en el Reino Unido.

### Recepción crítica
El episodio recibió una aprobación del 75%, y una calificación promedio de 6/10, en el sitio Rotten Tomatoes, basado en 8 reseñas de críticos.